# Рудольф Ешер
Рудольф Георг Ешер (нід. Rudolf George Escher, МФА: [ˈrydɔlf ˈd͡ʒɔrt͡ʃ ˈɛʃər]; 8 січня 1912, Амстердам — 17 березня 1980, Де-Ког — нідерландський композитор. Його батько був єдинокровним братом графіка Мауріца Корнеліса Ешера.
У 1931—37 роках навчався у Роттердамській консерваторії у А. Кальтвассера і Я. Калленбаха (фортепіано), Віллема Пейпера (композиція, з 1934 року). З 1945 року знову в Амстердамі, де у 1960—61 роках прочитав курс лекцій у консерваторії. З 1964 рока викладає в Утрехтському університеті. Здобув популярність після виконання у 1946 році траурної «Музики скорботного духу» («Musique залити L'Esprit ан deuil», для оркестру, 1943) — твору, написаного під враженням від подій Другої світової війни 1939—45 років (входив у репертуар закордонних гастролей оркестру «Консертгебау»).
Твори Ешера відрізняються барвистістю гармонії (вплив імпресіоністів) і строгістю форми. Автор ряду праць, головним чином про Моріса Равеля, Клода Дебюссі і сучасну музику.
Твори:
- зінгшпіль Протосилай і Лаодамія (1946);
- для оркестру — симфонії (1954; 1958, 2-а ред. 1964), Літні обряди опівдні (Summer rites at noon) для 2 оркестрів (1968), Пассакалья (1945) і п'єса Гімн про Великого Мольнеса (Hymne du Grand Meaulnes, 1951);
- концерт для струнного оркестру (1947);
- камерно-інструментальні ансамблі — сонати: концертна для віолончелі і фортепіано (1943), для флейти з фортепіано (1977), для 2 флейт (1944), струнного тріо (1959), тріо для духових (1942), квінтет для духових (1967), сюїта для флейти, гобоя, скрипки, альта, віолончелі і клавесину Могила Равеля (Le tombeau de Ravel, 1952);
- для фортепіано — соната (1935), сюїта Таємні дари Музи (Arcana Musae dona);
- сонати-соло для скрипки (1950), віолончелі (1945), флейти (1949);
- хори а cappella — Справжнє обличчя світу (Le vrai visage de la paix, на вірші Поля Елюара, 1953), Небо, повітря і вітер (Ciel, air et vents, за П'єром Ронсаром, 1957);
- цикл із 4 пісень для тенора з камерним оркестром Ностальгія (Nostalgies, 1951);
- для голосу з фортепіано — Дивна зустріч (Strange meeting) для баритона з фортепіано (1952), 3 вірші Трістана Корб'єра (Trois Poímes de Tristan Corbière), Лист з Мексики (Lettre du Mexique);
- музика до вистав драматичного театру.